# Dehradun Cantonment
Dehradun Cantonment è una suddivisione dell'India, classificata come cantonment board, di 30.102 abitanti, situata nel distretto di Dehradun, nello stato federato dell'Uttarakhand. In base al numero di abitanti la città rientra nella classe III (da 20.000 a 49.999 persone).

## Geografia fisica
La città è situata a 30° 20' 57 N e 78° 01' 54 E.

## Società

### Evoluzione demografica
Al censimento del 2001 la popolazione di Dehradun Cantonment assommava a 30.102 persone, delle quali 15.590 maschi e 14.512 femmine. I bambini di età inferiore o uguale ai sei anni assommavano a 3.131, dei quali 1.706 maschi e 1.425 femmine. Infine, coloro che erano in grado di saper almeno leggere e scrivere erano 23.770, dei quali 12.813 maschi e 10.957 femmine.